# Lesley Stahl
Lesley Stahl (Lynn, 16 dicembre 1941) è una giornalista statunitense, che ha trascorso gran parte della sua carriera con CBS News, dove ha iniziato come produttrice nel 1971. Dal 1991 ha lavorato per 60 Minutes della CBS. È nota per le sue inchieste giornalistiche e televisive e per i pluripremiati reportage esteri. Per il suo lavoro ha vinto vari premi giornalistici, tra cui un Lifetime Achievement News and Documentary Emmy Award nel 2003.
Prima di unirsi a 60 Minutes, Stahl è stata corrispondente dalla Casa Bianca per CBS News – la prima donna a ricoprire quell'incarico – durante le presidenze di Jimmy Carter e Ronald Reagan e durante parte del mandato di George H.W. Bush. I suoi rapporti apparivano spesso sul CBS Evening News, prima con Walter Cronkite poi con Dan Rather e su altre trasmissioni della CBS News. [4] Per gran parte di quel tempo, è stata anche moderatrice di Face the Nation, la trasmissione domenicale di affari pubblici della CBS News dal settembre 1983 al maggio 1991. In qualità di moderatrice, ha intervistato leader mondiali tra cui Margaret Thatcher, Boris El'cin e Yasser Arafat. Dal 1990 al 1991, è stata co-conduttrice con Charles Kuralt di America Tonight, una trasmissione quotidiana a tarda notte di interviste e saggi di CBS News.

## Biografia
Stahl è nata nel 1941 da una famiglia ebrea a Lynn, un sobborgo di Boston, Massachusetts, ed è cresciuta a Swampscott, Massachusetts. È la figlia di Dorothy J. (nata Tishler) e Louis E. Stahl, un dirigente di un'azienda alimentare. Ha conseguito una laurea in storia con lode al Wheaton College, Boston, Massachusetts. 

## Carriera
Stahl ha trascorso la maggior parte della sua carriera con CBS News, dove ha iniziato come produttrice nel 1971. Dal 1991 ha lavorato per 60 Minutes della CBS.
Nel corso dei suoi 50 anni di carriera nel giornalismo, Stahl ha coperto momenti iconici della storia degli Stati Uniti come lo scandalo Watergate nel 1972, le udienze di impeachment del presidente Nixon nel 1974, l'stgtentato al presidente Reagan del 1981 e la Guerra del Golfo del 1991- Nel corso della sua carriera ha riferito sui vertici USA/Russia e sui vertici economici dei paesi industrializzati, nonché sulle convenzioni politiche nazionali e sulle serate elettorali. Nella sua carriera televisiva, ha indagato sui metodi di interrogatorio potenziati contro Al Qaeda durante la guerra in Iraq, sulla crudeltà inflitta da Saddam Hussein ai bambini iracheni, oltre ad esaminare le pratiche all'interno della Baia di Guantánamo e gli agenti operativi. Ha anche riferito sulle tensioni in Medio Oriente e sul conflitto israelo-palestinese

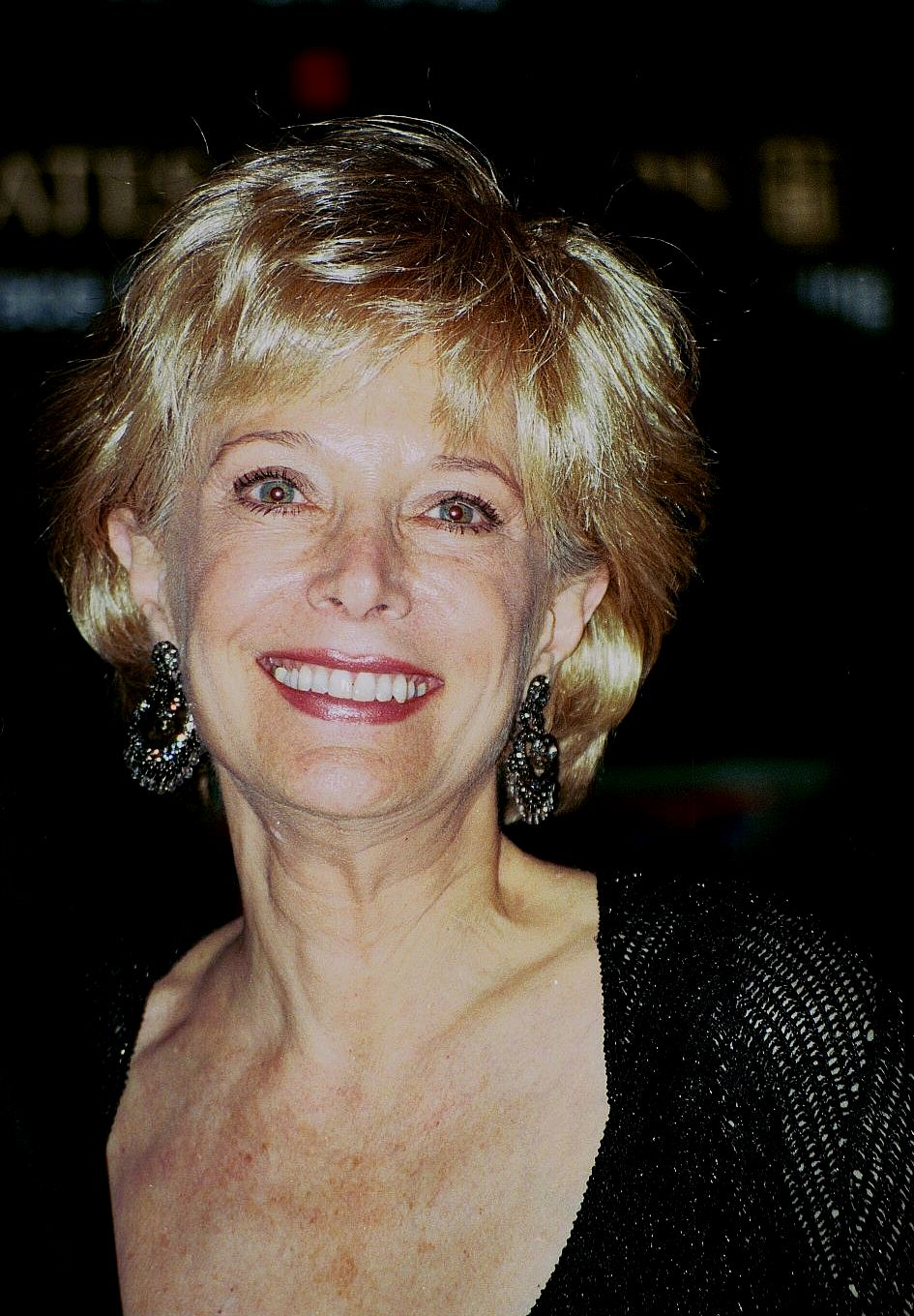
Lesley Stahl nel 1998

### Anni 70
Stahl ha iniziato la sua carriera televisiva presso l'originale Channel 5 di Boston, WHDH-TV, come produttrice e reporter in onda.  È entrata a far parte della CBS News nel 1971 ed è diventata corrispondente nel 1974. "Sono nata il giorno del mio trentesimo compleanno", scriverà in seguito Stahl in merito alla suaesperienza. "Fino ad allora tutto era prenatale". Stahl attribuisce il merito della sua assunzione alla CBS News all'inclusione delle donne nel mandato di azione affermativa da parte della Federal Communications Commission nel 1972: "Le reti televisive stavano setacciando il paese alla ricerca di donne e neri con qualsiasi esperienza di notizie. Un'amica a New York mi aveva chiamato per informarmi di una nota circolata su CBS News che imponeva che 'il prossimo reporter che assumeremo sarà una donna'". Secondo Stahl, Connie Chung e Bernard Shaw erano "gli altri due 'bambini dell'azione affermativa' in quella che divenne nota come la Classe del '72". Stahl ha riflettuto in un'intervista sui suoi primi giorni alla CBS come, la notte delle elezioni Nixon-McGovern del '72, trovò la sedia del suo studio in onda contrassegnata con nastro adesivo, non con il suo nome come i suoi colleghi, ma con "Femmina". Stahl è stato il mentore della produttrice di notizie della CBS Susan Zirinsky.

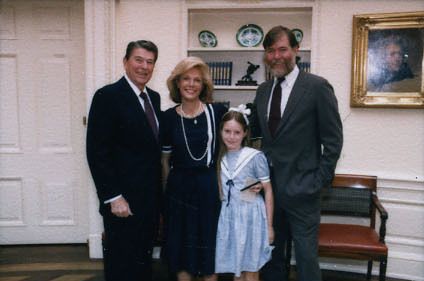
Stahl e la sua famiglia con il presidente Ronald Reagan nel 1986

L'importanza di Stahl è cresciuta dopo aver coperto la vicenda del Watergate. "Ho trovato un appartamento nel complesso del Watergate , ho trasferito tutte le mie cose da Boston e non ho perso un giorno di lavoro... Giugno 1972. La maggior parte dei giornalisti del nostro ufficio erano in viaggio, per coprire la campagna presidenziale. Perciò fui mandata a coprire l'arresto di alcuni uomini che avevano fatto irruzione in uno degli edifici del complesso del Watergate. Il fatto che la CBS permise a me, nuova assunta, di occuparmi del Watergate come incarico era la misura di quanto poco importante sembrasse la storia... Ero l'unico reporter televisivo a coprire le prime apparizioni in tribunale. Quando i cinque ladri del Watergate chiesero una riduzione della cauzione, ottenni il mio primo scoop. A differenza dei miei concorrenti, riuscii a identificarli. La volta successiva il cameraman mi ascoltò quando dissi ascoltato quandodissi: 'Roll!' E così la CBS è stata l'unica rete a ottenere le foto dei ladri. In ufficio ero un eroe".

## Vita privata
Nel 1977, Stahl ha sposato lo scrittore Aaron Latham e hanno avuto una figlia.

## Opere
- Reporting Live, New York,  Simon & Schuster, 1999 ISBN 978-0-684-82930-2
- Becoming grandma: the joys and science of the new grandparenting, Blue Rider Press, 2016 ISBN 978-0-399-16815-4